# Унгнад фон Вейсенвольф, Хельмгард Кристоф
Граф Хельмгард Кристоф Унгнад фон Вейсенвольф (нем. Helmhard Christoph Ungnad von Weissenwolff; 2 января 1634, Зоннек-им-Яунталь (Зиттерсдорф) — 20 февраля 1702, Линц), барон цу Зоннек и Энсек — австрийский государственный деятель.

## Биография
Сын графа Давида II Унгнада фон Вейсенвольфа (1579—1643), барона цу Зоннек, и графини Марии Элизабет Йоргер фон Толлет.
Императорский виночерпий при Фердинанде III (20.09.1651). 21 августа 1654 назначен камергером, 26 августа 1655 тайным советником.
Как и отец, был губернатором Австрии выше Энса (Landeshauptmann von Österreich ob der Enns) в 1675—1686 годах.
В 1679 году увеличил семейную собственность, купив владение Люфтенберг.
В 1687 году пожалован Карлом II в рыцари ордена Золотого руна.

## Семья
1-я жена (1656): графиня Мария Сусанна фон Альтманн (1636—1661), дочь графа Михаэля Адольфа фон Альтмана и Марии Евы фон Штернберг
Дети:
- Мария Элизабет (17.04.1656—1689). Муж (после 29.11.1677): граф Оттавио Кавриани (1655—1726)
- Граф Михаэль Венцель (14.09.1658—1678), камергер. Жена (23.01.1678): графиня Эрнестина Фаустина Барбара Монтекукколи (25.05.1663—6.05.1701), князя Раймондо Монтекукколи, герцога Мельфи, и Марии Маргареты Йозефы фон Дитрихштейн
- Катарина Гертруда (ум. 17.03.1728). Муж: граф Георг Антон Феликс фон Арко (ум. 1709)

2-я жена (24.06.1665): принцесса Франциска Бенигна фон Порция (1645—1690), дочь князя Иоганна Фердинанда фон Порция и Беатрикс Бенигны фон Ржичан
Дети:
- Граф Йозеф Антон (1670—1697), камергер
- Граф Франц Антон (1679—1715), камергер. Жена (9.05.1702): графиня Франциса Изабель Антония Ребекка фон Ламберг (10.06.1682—1741), дочь графа Каспара Фридриха фон Ламберга и графини Марии Алоизии Терезии Трухсес фон Вецхаузен

3-я жена (25.02.1691): графиня Мария Элизабет фон Ленгхеймб (24.01.1666—10.05.1719), дочь барона Ханса Андреаса фон Ленгхеймба и Марии Анны Хелены Машвандер. Вторым браком вышла за графа Отто Эренрейха фон Трауна
Сын:
- граф Фердинанд Бонавентура (29.01.1693—30.12.1781). Жена (26.11.1716): графиня Мария Терезия фон Штаремберг (2.04.1694—1738), дочь графа Томаса Гундакара фон Штаремберга и графини Беатрикс Франциски фон унд цу Даун